# Мелхиор фон Даун-Оберщайн
Мелхиор фон Даун-Оберщайн (на немски: Melchior von Daun-Oberstein Graf von Falkenstein u. Bretzenheim; Melchior von Daun Graf von Falkenstein; * 1445; † 1 септември 1517) от фамилията Даун, е граф, господар на Фалкенщайн и господството Бретценхайм (в района на Бад Кройцнах) в Рейнланд-Пфалц.

## Произход
Той е син на Вирих IV фон Даун-Оберщайн-Фалкенщайн († 1 май 1501) и съпругата му Маргарета фон Лайнинген-Дагсбург-Хартенбург († 1516/1525), дъщеря на граф Емих VII фон Лайнинген-Даксбург-Хартенбург († 1452) и маркграфиня Беатрикс фон Баден (1400 – 1452).
Брат е на Емих III фон Даун-Фалкенщайн-Оберщайн († сл. 1515), господар на Оберщайн, Риксинген и Форбах, Лудвиг фон Даун († сл. 1463), домхер в Кьолн (1458 – 1463), Филип фон Даун-Оберщайн († 1515), архиепископ и курфюрст на Кьолн (1508 – 1515), Мейна фон Даун († сл. 1525), княжеската абатиса в Есен (1489 – 1525), Петриса фон Даун († сл. 1532), абатиса на Св. Квирин в Нойс (1510 – 1532).
Мелхиор фон Даун-Оберщайн умира на 1 септември 1517 г. и е погребан в Отерберг.
Импрератор Максимилиан I издига господството Фалкенщайн през 1518 г. на графство.

## Фамилия
Мелхиор фон Даун-Оберщайн се жени на 21 май 1456 г. за графиня Маргарета фон Вирнебург (1453 – 1521), дъщеря на  граф Вилхелм фон Вирнебург († 1468/1469) и Франциска фон Родемахерн († 1483), наследничка на Кроненбург и Нойербург. Те имат децата:
- Филип фон Даун († 15 февруари 1530), граф на Фалкенщайн, господар на Оберщайн и Бройч, женен на 5 септември 1527 г. за баронеса Клодина де Домпмартин († сл. 1573)
- Мелхиор фон Даун († сл. 1546), домхер в Кьолн (1499 – 1546)
- Херман фон Даун († сл. 1505)
- Вирих V фон Даун-Фалкенщайн (* 1473/1480; † ок. 1544/1546), граф на Фалкенщайн-Лимбург, господар на Оберщайн и Бройч, губернатор на Равенсберг, женен на 14 ноември 1505 (или 13/14 ноември 1500) за графиня Ирмгард фон Сайн (* сл. 1482; † 27 август 1551), наследничка на Лимбург и Бройч